# Convention démocratique roumaine
La Convention démocratique roumaine (en roumain : Convenţia Democrată Română, abrégé en CDR) est une alliance électorale roumaine ayant existé de 1992 à 2000.

## Histoire
La CDR est fondée avant les élections locales de 1992, principalement par le Parti national paysan chrétien-démocrate (PNŢCD) et le Parti national libéral (PNL), aussi que le Parti de l'alliance civique (PAC), l'Union démocrate magyare de Roumanie (UDMR), le Parti libéral 93 (PL'93), le Parti national libéral-Convention démocratique (PNL-CD), le Parti écologiste roumain (PER) et le Parti social-démocrate roumain (PSDR).
Le but principal de la CDR est de constituer une opposition face à la domination du Front de salut national (FSN) au pouvoir à la suite de la Révolution de 1989.
Lors des élections de 1992, la CDR remporte la mairie de Bucarest et la plupart des grandes villes du pays, alors que le FSN domine les zones rurales et les petites villes.
Lors des élections législatives et présidentielle de 1996, la CDR gagne la majorité des sièges au Parlement et Emil Constantinescu est élu président de la Roumanie.

## Résultats électoraux

### Élections parlementaires
| Année | Chambre des députés | Chambre des députés | Sénat | Sénat    | Rang | Gouvernement                   |
| Année | %                   | Mandats             | %     | Mandats  | Rang | Gouvernement                   |
| ----- | ------------------- | ------------------- | ----- | -------- | ---- | ------------------------------ |
| 1992  | 20,0                | 82 / 341            | 20,1  | 34 / 143 | 2e   | Opposition                     |
| 1996  | 30,1                | 122 / 343           | 30,7  | 53 / 143 | 1re  | Ciorbea, Vasile, Isărescu      |
| 2000  | 5,0                 | 0 / 345             | 5,3   | 0 / 140  | 6e   | Opposition extra-parlementaire |

### Élections présidentielles
| Année | Candidat            | 1er tour | 1er tour | 2d tour | 2d tour |
| Année | Candidat            | %        | Rang     | %       | Rang    |
| ----- | ------------------- | -------- | -------- | ------- | ------- |
| 1992  | Emil Constantinescu | 31,2     | 2e       | 38,6    | 2e      |
| 1996  | Emil Constantinescu | 28,2     | 1er      | 54,4    | 1er     |